# Mary Livermore
Mary Livermore, nata Mary Ashton Rice, (Boston, 19 dicembre 1820 – Melrose, 23 maggio 1905), è stata una giornalista e attivista statunitense, oltre ad essere un'abolizionista e sostenitrice dei diritti delle donne. Tra i suoi volumi pubblicati ricordiamo: Thirty Years Too Late, pubblicato per la prima volta nel 1847 come racconto sulla temperanza e ripubblicato nel 1878; Pen Pictures; or, Sketches from Domestic Life; What Shall We Do with Our Daughters? Superfluous Women, and Other Lectures e My Story of the War. Il racconto di una donna di quattro anni di esperienza personale come infermiera nell'esercito dell'Unione e nel lavoro di soccorso a casa, negli ospedali, nei campi e al fronte durante la guerra di ribellione. Realizzò uno schizzo della scultrice Anne Whitney per Women of the Day e pronunciò il discorso storico per la celebrazione del centenario del primo insediamento degli Stati Uniti nord-occidentali a Marietta, Ohio, il 15 luglio 1788.

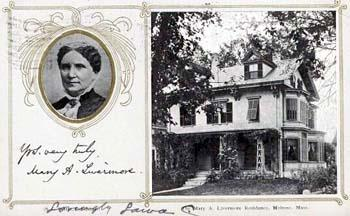
Mary Livermore House a Melrose, Massachusetts

Quando scoppiò la guerra civile americana, entrò in contatto con la Commissione Sanitaria degli Stati Uniti, con sede a Chicago, e svolse una grande quantità di lavoro di tutti i tipi organizzando società ausiliarie, visitando ospedali e postazioni militari, contribuendo alla stampa, rispondendo alla corrispondenza e svolgendo altre attività legate al lavoro svolto da questa istituzione. Fu tra coloro che contribuirono all'organizzazione della grande fiera del 1863 a Chicago, durante la quale furono raccolti quasi 100.000 dollari e per la quale ottenne la bozza originale del Proclama di Emancipazione del Presidente Lincoln, che fu venduta per 3.000 dollari, e finanziò la costruzione della Casa dei Soldati.
Quando la guerra finì, fondò un giornale a favore del suffragio femminile chiamato Agitator, che in seguito confluì nel Woman's Journal. Di questo giornale fu redattrice per due anni e in seguito contribuì spesso. Come oratrice ebbe una carriera notevole, parlando soprattutto a favore del suffragio femminile e del Movimento per la temperanza. Per molti anni ha viaggiato per 25.000 miglia (40.000 km) all'anno e ha parlato cinque sere alla settimana per cinque mesi all'anno.

## Primi anni di vita e formazione
Mary Ashton Rice nacque a Boston, nel Massachusetts, il 19 dicembre 1820 da Timothy Rice e Zebiah Vose (Ashton) Rice.
Discendente diretta di Edmund Rice, un primo immigrato puritano nella Colonia della Baia del Massachusetts, proveniva da una famiglia di militari. Suo padre combatté nella Guerra anglo-americana del 1812 e sua madre era una discendente del capitano Nathaniel Ashton di Londra. La Livermore era incredibilmente intelligente e si diplomò alle scuole pubbliche di Boston all'età di 14 anni. Poiché all'epoca non esistevano scuole superiori o università pubbliche per le donne, frequentò un seminario femminile a Charlestown, nel Massachusetts, diplomandosi nel 1838. Poiché la sua famiglia era estremamente religiosa, lesse l'intera Bibbia ogni anno fino all'età di 23 anni. Aveva una nipote di nome Mary Livermore Barrows.

## Carriera
Dopo essersi laureata nel 1836, rimase lì come insegnante per due anni. Nel 1839 iniziò a lavorare come insegnante in una piantagione della Virginia e, dopo aver assistito alla crudele istituzione della schiavitù, divenne un'abolizionista. In questo periodo iniziò anche a lavorare con il movimento per la temperanza, si identificò con la Washington Temperance Reform e fu redattrice di un giornale giovanile sulla temperanza. Nel 1842 lasciò la piantagione per occuparsi di una scuola privata a Duxbury, nel Massachusetts, dove lavorò per tre anni. Insegnò anche a Charlestown, nel Massachusetts.
Nel maggio del 1845 sposò Daniel P. Livermore, un ministro universalista, e nel 1857 si trasferirono a Chicago. In quell'anno il marito creò il New Covenant, una rivista universalista di cui divenne redattrice associata per dodici anni, durante i quali contribuì spesso ai periodici della sua denominazione e curò il Lily.
Come membro del Partito Repubblicano, fece campagna elettorale per Abraham Lincoln alle Elezioni presidenziali del 1860. Nella Wigwam Chicago del 1860, lei fu l'unica donna reporter a cui fu assegnata una postazione di lavoro in mezzo a centinaia di reporter uomini. Nel 1863 pubblicò una raccolta di diciannove saggi intitolata Pen Pictures.

### Guerra civile americana
Durante la Guerra Civile, a 40 anni si offrì volontaria come membro associato della Commissione Sanitaria degli Stati Uniti. In qualità di agente della sua filiale di Chicago, in seguito denominata filiale del Nord-Ovest, partecipò a un consiglio della Commissione Sanitaria Nazionale a Washington nel dicembre 1862, organizzò molte società di assistenza, visitò le postazioni e gli ospedali dell'esercito, avendo modo di conoscere a apprezzare l'infermiera e direttrice Mary Bickerdyke, di cui scrisse nelle sue memorie. Nel 1863 organizzò la fiera sanitaria del Nord-Ovest a Chicago che raccolse 86.000 dollari. Il Presidente Lincoln donò la sua copia del Proclama di Emancipazione, che fu venduta all'asta per 10.000 dollari. La Livermore divenne co-direttrice della sezione di Chicago insieme a Jane Currie Blaikie Hoge, un'altra sostenitrice dell'aiuto ai soldati. Le due donne compirono un tour di ispezione degli ospedali in Illinois, Kentucky e Missouri. Grazie a una conoscenza approfondita delle esigenze degli ospedali, la Hoge e la Livermore vollero inviare un milione di dollari di cibo e forniture agli ospedali e ai campi di battaglia più bisognosi.
Mary Livermore, come molte altre infermiere, si scontrò con il problema delle donne travestite da soldati maschi. Durante una visita all'accampamento del 19º Fanteria dell'Illinois, un capitano indicò a Livermore un soldato, chiedendole se avesse notato qualcosa di strano in lui. Lei confermò i sospetti del capitano: il soldato era effettivamente una donna. Il capitano chiamò la soldatessa per una verifica e, nonostante la donna avesse implorato di rimanere in servizio vicino al suo amato, la Livermore la scortò fuori dall'accampamento. Il soldato, però, scappò e le sfuggì.
Oltre a prestare servizio come infermiera, fu anche una scrittrice prolifica. Fu autrice di numerosi libri di poesie, saggi e racconti e fu un membro riconosciuto della corporazione letteraria. Anche se dovette sacrificare gran parte del suo lavoro di giustizia sociale per l'assistenza infermieristica, riuscì comunque a pubblicare qualche contenuto una volta alla settimana per tutta la durata della guerra. Riassunse la sua esperienza nel libro del 1887, My Story of the War. A Woman's Narrative of Four Years' Personal Experience as Nurse in the Union Army, and in Relief Work at Home, in Hospitals, Camps and at the Front during the War of the Rebellion.

## Attività per il suffragio e la temperanza

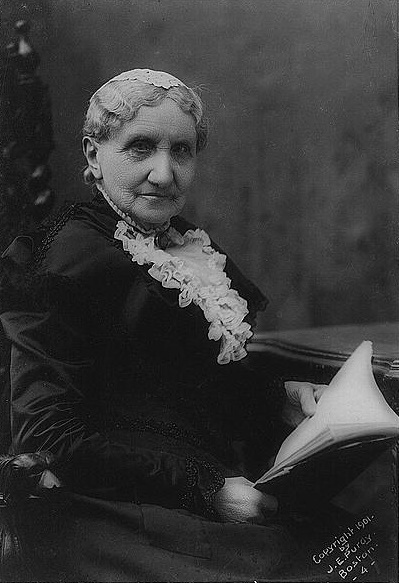
Mary Livermore nel 1901

Dopo la guerra, si dedicò alla promozione del suffragio femminile, insieme a Lucy Stone e Julia Ward Howe e al movimento per la temperanza. Nel 1868, insieme a Myra Bradwell e Kate Newell Doggett, fondò il Chicago Sorosis Club. Questo fu il primo gruppo femminile di Chicago a sostenere il suffragio femminile. Nello stesso anno, il gruppo organizzò la prima convention sul suffragio femminile a Chicago.
Nel 1869, l'anno in cui le suffragette dell'American Equal Rights Association si divisero sulla questione del diritto di voto per gli afroamericani, la Livermore si schierò con Lucy Stone e con i fondatori della National American Woman Suffrage Association. Nello stesso anno fondò e diresse una rivista suffragista chiamata The Agitator, “dedicata agli interessi delle donne”. In quell'anno pubblicò 37 numeri della rivista. Nel 1870 i Livermore si trasferirono a Boston e Mary iniziò a partecipare attivamente alle attività di suffragio. L'Agitator fu fuso con il Woman's Journal, la nota rivista di suffragio fondata da Lucy Stone, e la Livermore divenne redattrice associata. Rimase in questo ruolo per due anni.
Insieme alla Stone, a Henry Blackwell e a Julia Ward Howe, la Livermore contribuì a fondare la Massachusetts Women's Suffrage Association. Divenne presidente dell'American Woman Suffrage Association. Fu anche la prima presidente dell'Associazione per l'avanzamento delle donne.

## Spiritualismo
La Livermore era interessata allo spiritismo, che crebbe di popolarità dopo la Guerra Civile, soprattutto tra gli unitariani. Dopo la morte del marito nel 1899, credeva di poter continuare a comunicare con lui attraverso un medium.

## Morte ed eredità
Morì a Melrose, nel Massachusetts, il 23 maggio 1905.
La Mary A. Livermore School di Melrose, operativa dal 1891 al 1933, era una scuola elementare intitolata a lei. Nel 1943, quasi quattro decenni dopo la sua morte, divenne il nome di una nave Liberty della seconda guerra mondiale, la SS Mary A. Livermore.

## Opere selezionate
- (EN) The Children's Army, in Storie sulla temperanza, 1844.[31]
- (EN) "The Twin Sisters: o The History of Two Families", su Raccolti in The Two Families; e The Duty that Lies Nearest. Prize Stories, 1848, una storia di temperanza.
- (EN) A Mental Transformation, 1848.[32]
- (EN) Nineteen Pen Pictures, in Racconti brevi, 1863.[32]
- (EN) What Shall We Do With Our Daughters? and Other Lectures.[32]
- (EN) Frances Willard e Mary A. Livermore (a cura di), A Woman of the Century, 1893.  Wikisource
- (EN) My Story of the War: The Civil War Memories of the Famous Nurse, Relief Organizer and Suffragette, con Introduzione di Nina Silber, New York, Da Capo Press, 1887/1995, ISBN 0-3068-0658-4.
- (EN) The story of my life; or, The sunshine and shadow of seventy years, 1897.
- (EN) Cooperative Womanhood in the State, in North American Review, 1891.[33]

## Fonti aggiuntive
- (EN) Venet, Wendy Hamand, A Strong-Minded Woman: The Life of Mary Livermore, Amherst, University of Massachusetts Press, 2005, ISBN 1-55849-513-4.
- (EN) Larry G. Eggleston, Women in the Civil War: Extraordinary Stories of Soldiers, Spies, Nurses, Doctors, Crusaders, and Others., Jefferson, North Carolina, McFarland & Company, 2003, ISBN 0786414936.
- (EN) Mary Elizabeth Massey, Women in the Civil War, Lincoln, Nebraska, University of Nebraska Press, 1994, ISBN 0803282133.
- (EN) Ruegamer, Lana, "Livermore, Mary Ashton Rice", in Rima Lunin Schultz e Adele Hast (a cura di), In Women Building Chicago, 1790-1990: A Biographical Dictionary, Bloomington, Indiana University Press, 2001.
- (EN) Schnell, Christopher J., "Mary Livermore and the Great Northwestern Fair", in Chicago History, vol. 4, 1ª ed., 1975,  pp. 34-43.
- (EN) Patricia M. Shields, Mary Livermore A Legacy of Caring and Cooperative Womanhood, in Claire Felbinger e Wendy Haynes (a cura di), Outstanding Women in Public Administration: Leaders, Mentors and Pioneers, New York, ME Sharpe, 2004,  pp. 49-64.